# Csortos Szabó Sándor
Csortos Szabó Sándor (Karcag, 1962. január 28.) magyar fotográfus, szerkesztő-rendező, producer.

## Életpályája
Művészet iránti vonzódása családi hagyomány, édesanyja Csortos Gyula színésznek (Nemzeti Színház örökös tagja) unokahúga. 1980-ban érettségizett a Képző- és Iparművészeti Szakközépiskolában, majd 1986-ban diplomázott a Magyar Iparművészeti Főiskolán (ma: Moholy-Nagy Művészeti Egyetem) belsőépítészeti karán. 1986 és 1992 között belsőépítészként dolgozott, diplomamunkája a Szigetbecsére tervezett André Kertész Múzeum volt, de ő tervezte 1991-ben a kecskeméti Magyar Fotográfiai Múzeum belső terébe a kiállítás installációját is. 1993-tól különböző magazinoknak dolgozott, majd reklámügynökségeknél vállalt munkát. Volt copywriter, art director, kreatív igazgató is. A televízió és a film világával itt ismerkedett meg, 1997-től kezdve több produkcióban is részt vett, miközben folyamatosan alkotott az autonóm fotográfia területén. Első önálló kiállítása 2000-ben volt, "Angkor - Romváros az őserdőben" címmel, a CEU (Central European University) Centrális Galériájában. A kiállítást 3 hét alatt több mint 12 000 ember nézte meg, köztük Göncz Árpád, volt köztársasági elnök és a XIV. Dalai Láma is. Ezt követően, 2001-ben, az Iparművészeti Múzeumban állították ki a fotóit, "Khadzsuráhó - Misztikum és erotika" címmel. Első könyve 2004-ben jelent meg, "Fény, viszony" címmel. Ez a könyv Tóth Krisztina költőnő első prózai munkája, melyekhez Csortos Szabó Sándor készítette a fotókat. A könyvet beválogatták az angol nemzeti könyvtár, a British Library gyűjteményébe és több fotó is Honorable Mention-t (Külön elismerés) kapott a 2005. évi International Photography Awards-on (Los Angeles, CA, USA). Csortos Szabó jelenleg egy nemzetközi médiaügynökségnek dolgozik.

## Fontosabb díjai
- International Photography Awards 2011. Los Angeles, CA, USA
  - Honorable Mention 6 kategóriában

- PX3 Prix de la Photographie Paris 2010. Párizs, Franciaország
  - Prix III és Honorable Mention

- International Photography Awards 2010. Los Angeles, CA, USA
  - Honorable Mention 3 kategóriában

- International Photography Awards 2009. Los Angeles, CA, USA
  - Honorable Mention 5 kategóriában

- International Photography Awards 2008. Los Angeles, CA, USA
  - Honorable Mention 10 kategóriában

- PX3 Prix de la Photographie Paris 2008. Párizs, Franciaország
  - Honorable Mention 1 kategóriában

- International Photography Awards 2007. Los Angeles, CA, USA
  - Honorable Mention 4 kategóriában

- PX3 Prix de la Photographie Paris 2007. Párizs, Franciaország
  - Honorable Mention 1 kategóriában

- International Photography Awards 2006. Los Angeles, CA, USA
  - Honorable Mention 2 kategóriában

- International Photography Awards 2005. Los Angeles, CA, USA
  - Honorable Mention 2 kategóriában

## Kiállításai
- Titkos kertek
  - Magyar Fotográfusok Háza (Mai Manó Ház), Budapest
- Angkor
  - Cella Septichora Látogatóközpontja, Pécs
- Szolgálati időm emlékére - Przemysl 1914-1918
  - Monostori Erőd, Komárom
- Snap to Grid
  - LACDA (Los Angeles Center of Digital Art) Los Angeles, CA. USA
- VilágNézet
  - Újbuda Galéria, Budapest
  - Nádasdy-kastély, Sárvár
- 100 féle iszlám
  - Széchenyi tér, Pécs
- Tükröződések
  - Művészetek és Irodalom Háza, Pécs
  - Galeria Limes, Révkomárom
  - Nemzeti Táncszínház Galériája, Budapest
- National Geographic Magyarország Nemzetközi Fotópályázat 2007. Legjobb képek
  - WestEnd City Center, Budapest
  - Békéscsaba
  - Nyíregyháza
  - Szeged
  - Kecskemét
- Hommage Alpár Ignác
  - Vajdahunyad vár, Budapest
- Fény, viszony
  - Libri Könyvpalota, Budapest
- Khadzsuráhó – Misztikum és erotika
  - Magyar Iparművészeti Múzeum, Budapest
- Angkor – Romváros az őserdőben
  - Közép-Európa Egyetem (CEU) Centrális Galéria, Budapest

## Rövid filmográfia
- Mátyássy Áron: Víkend producer
- Mátyássy Áron: Átok producer
- Mátyássy Áron: T.Ú.K. Tanár úr kérem! társproducer
- TEGY - Tegyünk együtt a gyermekekért! producer
- Kultúrház Ma producer
- Hankiss Elemér: Találd ki magad! (Nemzeti Színház) társproducer
- Momentán producer
- Experidance: A tánc története producer
- Route '56 - Az én ötvenhatom rendező - producer
- Az állam emberei rendező - producer
- Határtalan emberek rendező - producer
- Idegen világban - Portréfilm Hankiss Elemérről szerkesztő - rendező - társproducer
- Quizfire társszerkesztő - producer
- Tonik társproducer

## Külső hivatkozások
- Csortos Szabó Sándor hivatalos honlapja
- Filmográfia az IMDB-n
- International Photography Awards weblapja